# 蓋倫·傑英
蓋倫·傑英（英語：Galen Gering，1971年2月13日—）是美國的一位演員。他出演過眾多肥皂劇，包括在NBC長壽肥皂劇我們的日子中飾演Rafe Hernandez。他出生在洛杉磯，是一位俄羅斯裔猶太人和巴斯克人的後裔。